# Croix-Rouge (métro de Paris)
Pour les articles homonymes, voir Croix-Rouge.
Croix-Rouge est une station aujourd'hui fermée de la ligne 10 du métro parisien. Elle fut en 1923 le premier terminus de cette ligne.

## La station
Elle est située dans le 6e arrondissement de Paris, entre les stations Sèvres - Babylone et Mabillon.
Le nom de la station provient du carrefour dénommé « carrefour de la Croix-Rouge » au XVIIIe siècle, situé au début de la rue du Cherche-Midi, et n'a donc pas de rapport avec le Comité international de la Croix-Rouge, organisation internationale créée en 1863.

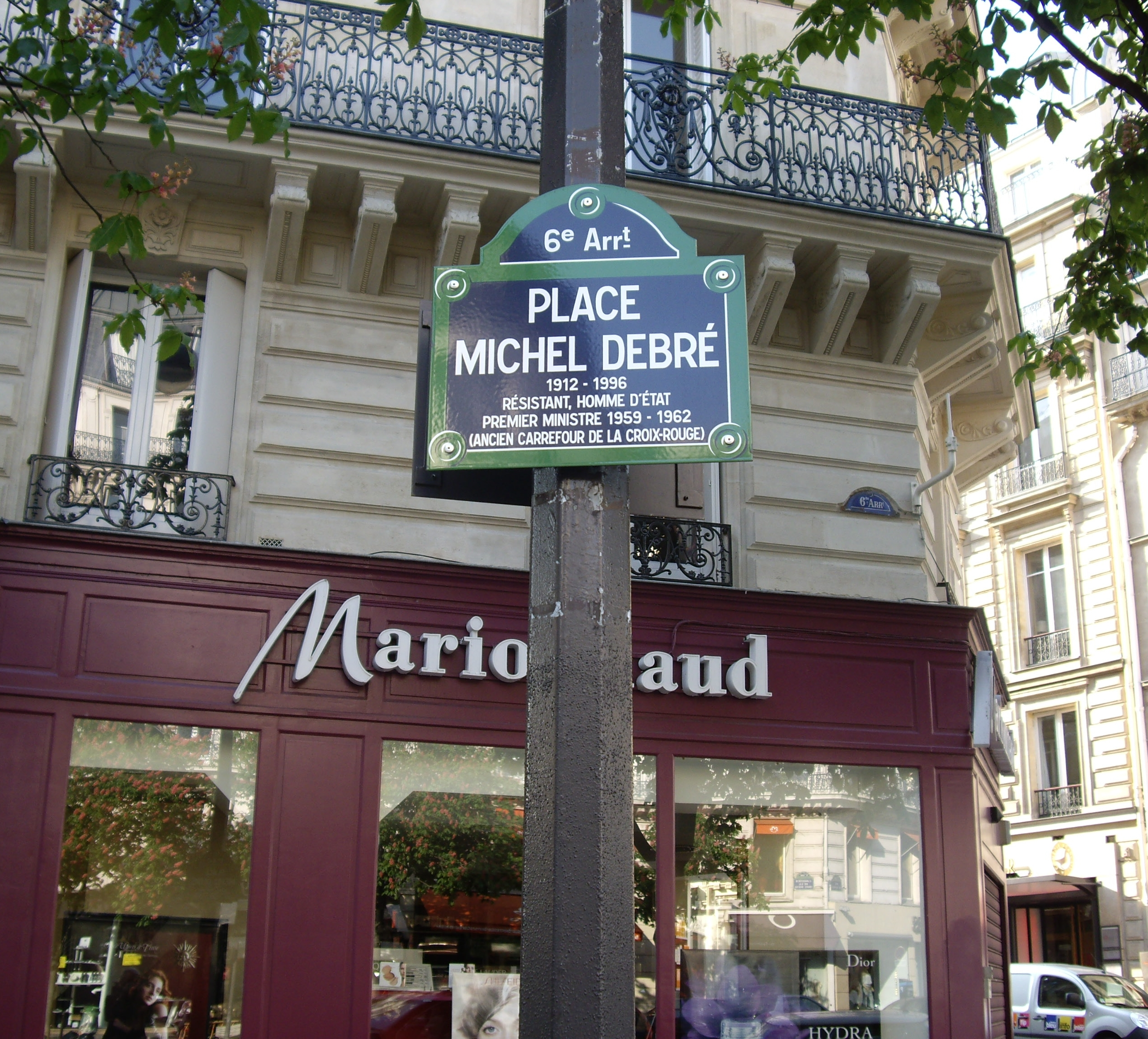
Plaque portant le nom de l'ancien Premier ministre.

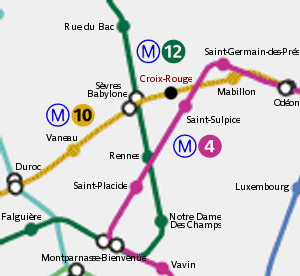
Localisation sur un plan des stations du secteur.

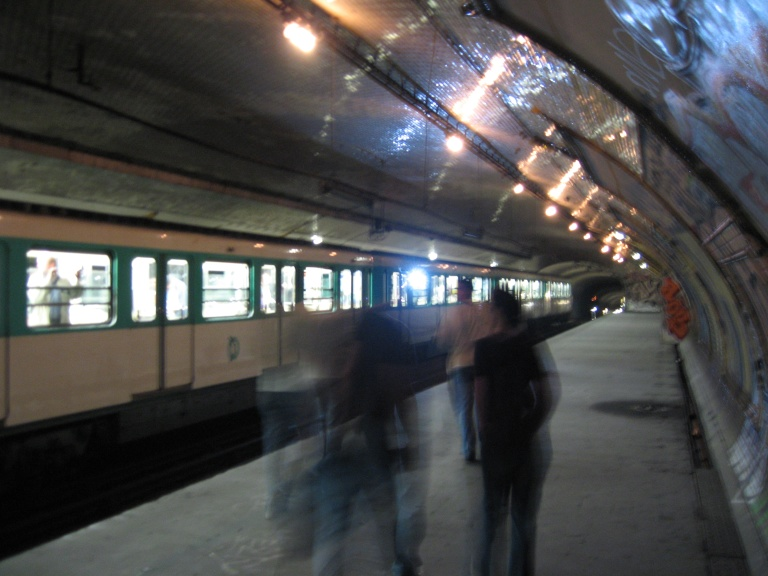
Vue des quais de la station lors des Journées du patrimoine des 16-17 septembre 2006.

Cette station fut fermée le 1er septembre 1939, lors de l'entrée dans la Seconde Guerre mondiale de la France et de la mobilisation des agents de la Compagnie du chemin de fer métropolitain de Paris (CMP), et n'a jamais été rouverte, en raison d'une trop grande proximité avec la station Sèvres - Babylone. Elle figure encore sur les plans de métro immédiatement postérieurs à la Seconde Guerre mondiale, même si aucun train ne s'y arrête plus.
Les arrêts de bus des lignes 63, 70, 84 et 86, situés rue de Sèvres et rue du Vieux-Colombier, près des anciens accès de la station, portaient encore ce nom jusqu'au 31 décembre 2005 avant d'être renommés Michel-Debré, conformément à la nouvelle appellation de la place située au carrefour formé par les rues du Four, du Vieux-Colombier, du Cherche-Midi, de Sèvres et de Grenelle, selon un arrêté municipal du 14 novembre 2005 en hommage à Michel Debré, Premier ministre de la Cinquième République et co-rédacteur de la Constitution. À part une ancienne plaque, il n'existe de ce fait plus aucune trace actuelle de ce toponyme du quartier attesté depuis plusieurs siècles, et qui donna son nom à une section révolutionnaire de 1790 à 1793, la section de la Croix-Rouge, renommée ensuite section du Bonnet-Rouge.

## Réutilisations

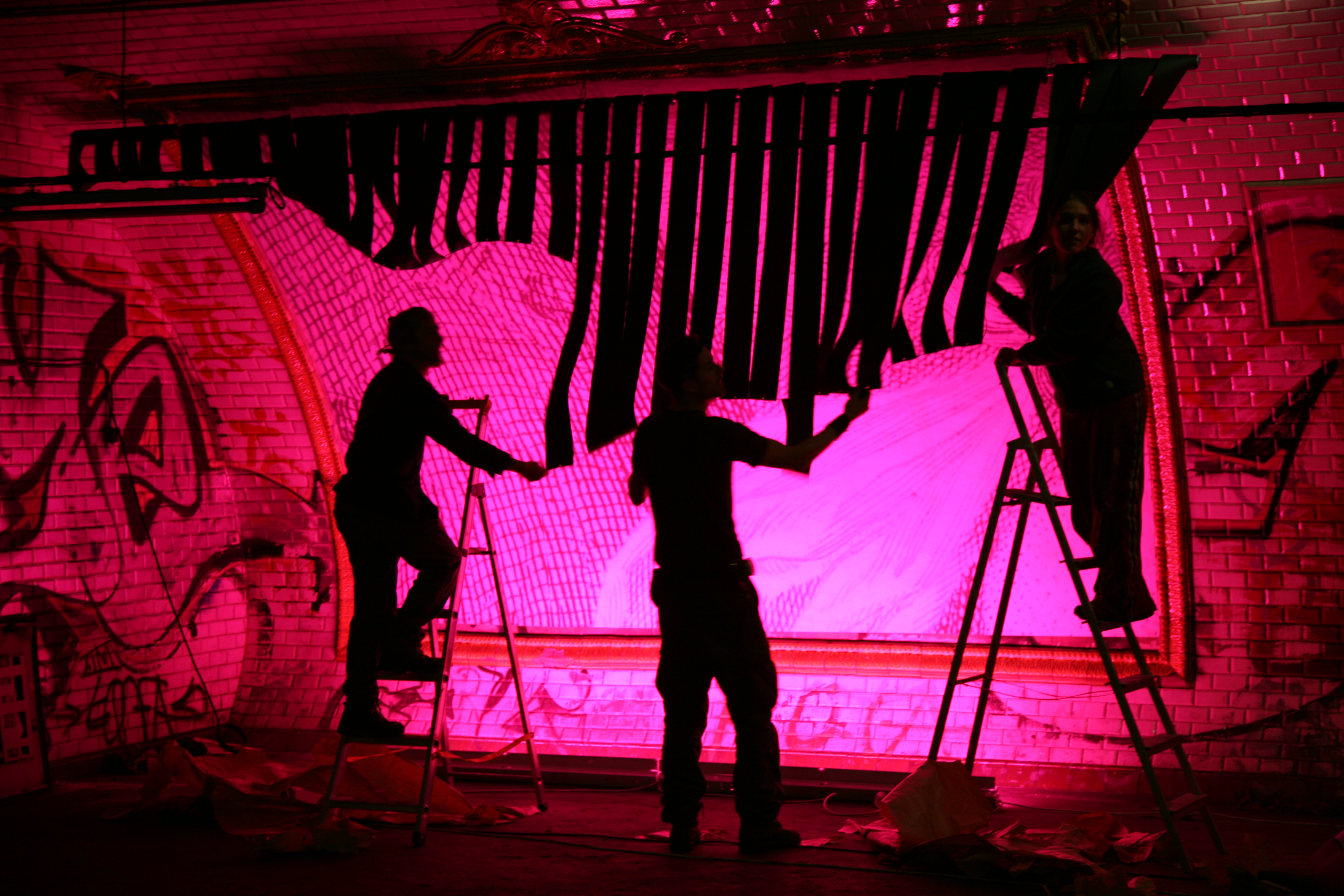
L'enfer d'Eros, événement conjoint de la RATP et de la BNF.

### Réutilisations techniques
Les anciens accès ont été complètement rasés et ne sont visibles qu'à travers des grilles au sol fermées. Un des anciens accès de la station sert de ventilation à la ligne 10.

### Réutilisations artistiques

#### La plage
En 1957, elle a servi pour des décors de publicité pour la promotion des théâtres parisiens, puis, dans les années 1980, elle fut décorée de façon surprenante en plage pour les voyageurs de la ligne 10. Cette décoration fut cependant rapidement vandalisée puis retirée. En 1984, elle servit de cadre au vidéoclip d'Étienne Daho pour la chanson Week-end à Rome.

#### L'enfer d'Éros
Du 4 décembre 2007 au 15 janvier 2008, la station fut « réhabillée » en lieu coquin,. Une série d'images tapissaient les surfaces qui, cinquante ans plus tôt, accueillaient les affiches publicitaires de 4 × 3 mètres.
Éclairées en rouge, ces affiches étaient dissimulées derrière des rubans d'étoffes noires qui bougeaient au souffle provoqué par le passage du train. Sur le quai en direction de Boulogne - Pont de Saint-Cloud, les rectangles bleus comportant le nom de la station avaient été partiellement nettoyés de leurs tags et éclairés.
Cette opération fut conjointement organisée par la RATP et la Bibliothèque nationale de France (BNF) ; elle fut réalisée par le graphiste Laurent Ungerer (société C-Album). Selon lui, l'objectif était que le voyageur ressente « une sorte de flash furtif, d’hallucination, pendant un temps très bref de 6 secondes 9 dixièmes », temps qui correspond à la durée que le train met à passer dans la station désaffectée, sans même y ralentir.
La station Croix-Rouge a été rajoutée aux plans de la ligne visibles dans les rames au moyen d'un autocollant temporaire. Le nom de la station était écrit en rouge et précédé du « X », logo de l'exposition.
L'évènement très ponctuel a servi de promotion à l'exposition de la BNF « L'Enfer de la Bibliothèque, Éros au secret ». Cette exposition proposait des œuvres érotiques inédites issues des collections de la BNF.

### Projet de reconversion en bar - restaurant
En 2019, un projet de reconversion de la station en espace destiné à la restauration, réutilisant notamment les quais de la station, est sélectionné à l'issue d'un appel à projets de la Ville de Paris,.
Cette reconversion en un lieu de restauration nommé Terminus devait ouvrir dans un premier temps fin 2021 puis en 2024 mais elle est finalement abandonnée à la suite de problèmes techniques de faisabilité dus notamment à la nécessité d'entreprendre des travaux d'isolation très importants afin d'éviter des nuisances sonores pour les visiteurs.

## Dans la culture populaire
La station est au cœur de l'énigme du sixième épisode de la série d'animation Belphégor (2000).